# Sinfonietta (Janáček)
Die Sinfonietta op. 60 (im Originaltitel Symfonietta) des tschechischen Komponisten Leoš Janáček  (1854–1928) ist ein fünfsätziges Orchesterwerk aus dem Jahre 1926. Die Instrumentierung ist durch einen stark erweiterten Blechbläserapparat gekennzeichnet.

## Entstehung
Den Auslöser für die Entstehung der Sinfonietta bildete ein Auftrag des tschechischen Sportvereins Sokol („Der Falke“) an Janáček, zu dessen VIII. Kongress eine festliche Fanfarenmusik zu komponieren. Nach der Komposition entschloss sich Janáček, vier weitere Sätze folgen zu lassen, die er innerhalb von drei Wochen im März 1926 niederschrieb. Der Sokol stellte ein wesentliches Element der tschechoslowakischen Nationalbewegung dar, von deren Patriotismus sich auch Janáček – von Jugend an Mitglied im Sokol – leiten ließ, als er in dem Werk den freien tschechischen Menschen von heute zum Ausdruck  bringen wollte und es zunächst der tschechoslowakischen bewaffneten Macht widmete, mit dem anfänglichen Titel Militär-Sinfonietta. Zugleich huldigte er seiner Heimatstadt Brünn, indem er die fünf Sätze im Programmentwurf der Uraufführung mit Fanfaren, Burg, Das Königin-Kloster, Straße und Rathaus betitelte. Die Satztitel entfielen bei der Drucklegung allerdings wieder, und Janáček widmete die Sinfonietta Rosa Newmarch, einer englischen Musikschriftstellerin, auf deren Initiative hin Janáček 1926 England besucht hatte.

## Besetzung
Die Besetzung ist durch einen gegenüber der üblichen Orchesterbesetzung stark erweiterten Blechbläserapparat gekennzeichnet: 4 Flöten (4. Flöte auch Piccolo), 2 Oboen (2. Oboe auch Englischhorn), 2 Klarinetten in B, Klarinette in Es, Bassklarinette, 2 Fagotte, 4 Hörner, 9 Trompeten in C, 3 Trompeten in F, 2 Basstrompeten in B, 4 Posaunen; 2 Tenortuben in B, Basstuba, Pauken, Röhrenglocken, Becken, Harfe und Streicher.

## Musik

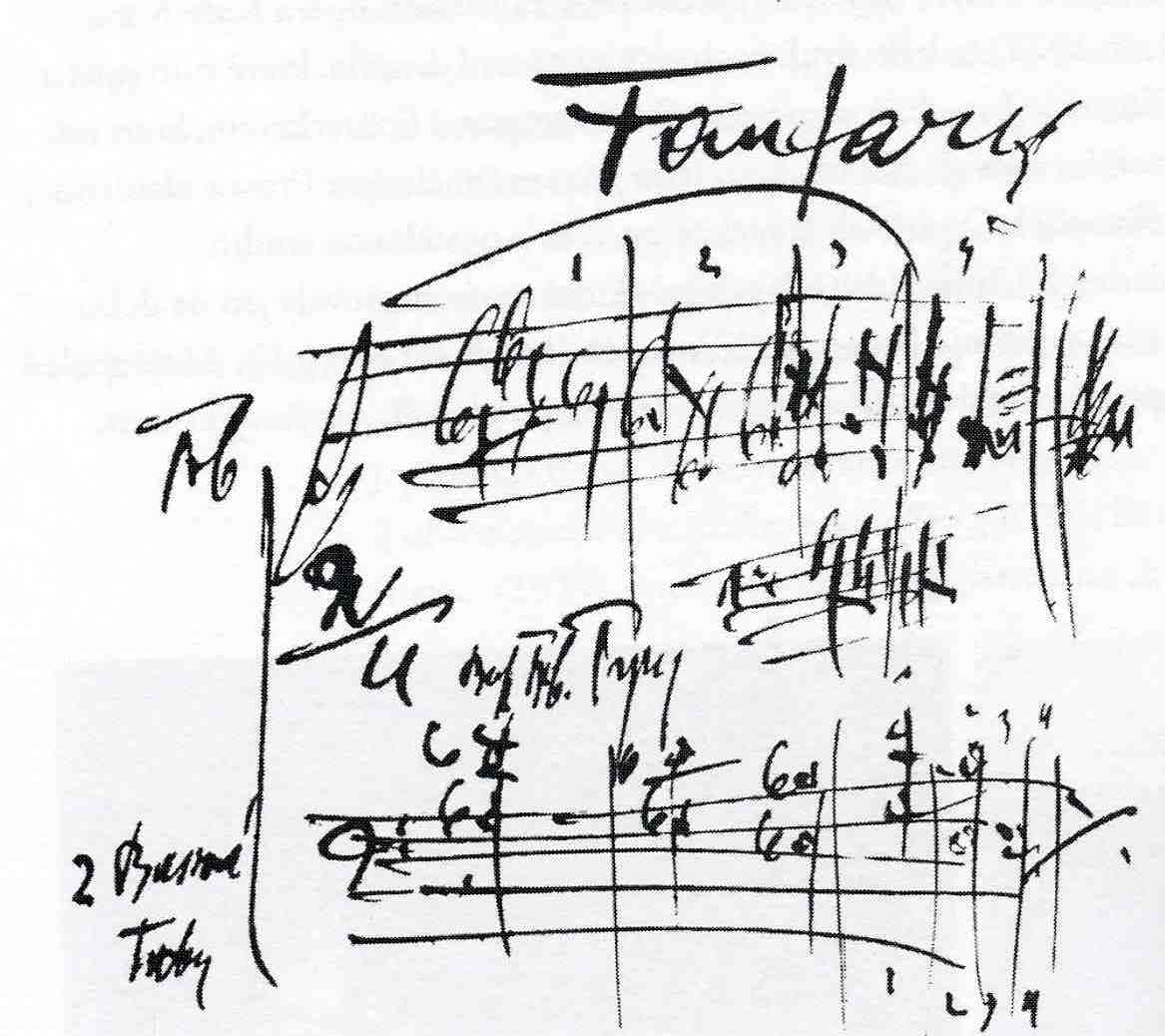
Autograph Janáčeks zu den Fanfaren der Sinfonietta

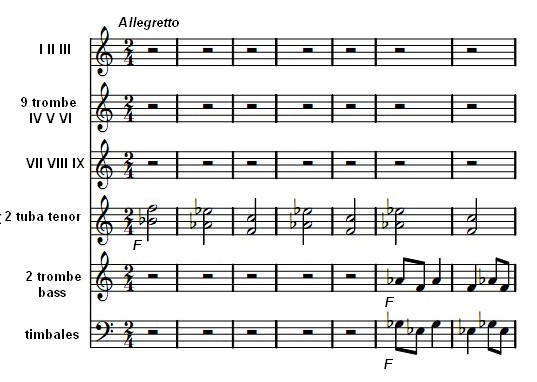
Anfangstakte der Sinfonietta von Janáček

Die Spieldauer der fünfsätzigen Sinfonietta liegt etwa zwischen 22 und 25 Minuten.
Charakteristikum aller fünf Sätze sind kurze, rhythmisch-melodische Themen, die vielfach an Volkstanzweisen anklingen. Sinfonische Verarbeitungen etwa im Sinne der traditionellen Sonatensatzform lassen sich allenfalls ansatzweise ausmachen, vielmehr verwendet Janáček hier eine Keimzellen-Technik der variativen Anreicherung von Motiven. Die zugleich unmittelbar eingängige Tonsprache (Janáček stand den Tendenzen der Neuen Wiener Schule kritisch gegenüber) war beabsichtigt; der Komponist schrieb dazu kurz nach der Uraufführung, es sei ihm in diesem Werk am besten gelungen, sich so dicht wie möglich dem Gemüt des schlichten Menschen anzuschmiegen.
Jeder Satz besitzt eine individuelle Instrumentierung: Den ersten bestreiten 9 Trompeten, 2 Tenortuben, 2 Basstrompeten (von Posaunisten gespielt) und Pauken, im zweiten sind Holzbläser dominierend, im dritten Satz die Streicher, im vierten Trompeten und Streicher, erst im fünften Satz erklingt das gesamte Orchester.
Satzfolge:
I. Allegretto: Über ostinaten Quintparallelen der Tuben und Terzmotiven von Pauken und Basstrompeten entwickelt sich ein Fanfarenmotiv der Trompeten, das in teils polyphoner Engführung den ganzen kurzen, Intrada-artigen Satz bestimmt.
II. Andante: Bestimmend ist bei häufig wechselnden Metren eine an mährische Folklore anklingende Tanzmelodie. Später treten getragene Trompetenfanfaren in an den ersten Satz erinnernder Motivik hinzu.
III. Moderato: Ein zunächst lyrisches Thema der Streicher wird allmählich bis zur Erregung gesteigert (vor allem durch das hohe Holz betont), wobei auch die Posaunen einfallen; der Satz schließt wieder in lyrischer Grundstimmung.
IV. Allegretto: Der Scherzo-Charakter der Musik ist wiederum durch ein an mährische Volkstänze erinnerndes, von den Trompeten intoniertes Motiv geprägt, das sich in fast permanenter Repetition durch den Satz zieht.
V. Andante con moto: Nach Eröffnung durch ein lyrisches Thema in den Flöten erklingen zunächst rasche Streicherfigurationen, bevor nach thematischer Verarbeitung des 1. Themas die Fanfaren des 1. Satzes wiederkehren und das Werk, umspielt vom übrigen Orchester, zum wirkungsvollen  Abschluss führen.

## Uraufführung und Rezeption
Die  Sinfonietta wurde am 26. Juni 1926 in Prag durch die Tschechische Philharmonie unter Václav Talich uraufgeführt und erschien im Verlag der Wiener Universal Edition. Die Komposition setzte sich bald international durch, die deutsche Erstaufführung in Wiesbaden am 9. Dezember 1926 und die amerikanische in New York City am 4. März 1927 leitete jeweils Otto Klemperer. Zur erleichterten Ausführung entstanden auch Fassungen mit reduzierter Bläserbesetzung, so 1927 durch Erwin Stein (nur 1./5. Satz) oder Joseph Keilberth (veröffentlicht 1977).
Die Sinfonietta zählt heute zu Janáčeks meistgespielten Instrumentalwerken und liegt in zahlreichen Einspielungen vor.

## Diskografie (Auswahl)
- 1961: Karel Ančerl, Tschechische Philharmonie, Supraphon
- 1969: Claudio Abbado, London Symphony Orchestra, Decca
- 1971: Rafael Kubelík, Symphonieorchester des Bayerischen Rundfunks, Deutsche Grammophon
- 1977: Zdeněk Košler, Tschechische Philharmonie, Supraphon/Denon
- 1980: Sir Charles Mackerras, Wiener Philharmoniker, Decca
- 1983: Heinz Rögner, Rundfunk-Sinfonieorchester Berlin, ETERNA (rec. 1979)
- 1983: Simon Rattle, Philharmonia Orchestra, EMI
- 1986: František Jílek, Philharmonie Brünn, Supraphon
- 1986: Seiji Ozawa, Chicago Symphony Orchestra, EMI/Angel
- 1987: Claudio Abbado, Berliner Philharmoniker, Deutsche Grammophon
- 1988: André Previn, Los Angeles Philharmonic, Telarc
- 1989: Neeme Järvi, Bamberger Symphoniker, BIS
- 1992: Libor Pešek, Philharmonia Orchestra, Virgin
- 1995: José Serebrier, Philharmonie Brünn (Brno Czech State Philharmonic Orchestra), Reference Recordings HDCD
- 2004: Sir Charles Mackerras, Tschechische Philharmonie, Supraphon (live)

## Trivia
- Die britische Progressive-Rock-Band Emerson, Lake and Palmer verwendet auf ihrem gleichnamigen ersten Album bei dem Titel Knife-Edge ein Arrangement des ersten Satzes dieser Sinfonietta.
- In Haruki Murakamis Roman 1Q84 wird auf die Sinfonietta mehrfach Bezug genommen.